# Gare de Villefranche-sur-Cher
Gare de Villefranche-sur-Cher – stacja kolejowa w Villefranche-sur-Cher, w departamencie Loir-et-Cher, w Regionie Centralnym, we Francji.
Została otwarta w 1869 przez Chemin de fer de Paris à Orléans. Jest stacją Société nationale des chemins de fer français (SNCF), obsługiwanym przez pociągi TER Centre kursujące między Tours, Vierzon i Bourges.